# Harpactea zannonensis
Harpactea zannonensis là một loài nhện trong họ Dysderidae.
Loài này thuộc chi Harpactea. Harpactea zannonensis được miêu tả năm 1966 bởi Alicata.